# Associazione Sportiva Cosenza Nuoto 2016-2017

## Rosa
| N° |                   | Ruolo | Giocatore       |
| -- | ----------------- | ----- | --------------- |
|    | Italia (bandiera) | P     | Angela Manna    |
|    | Grecia (bandiera) | P     | Eleni Sotireli  |
|    | Italia (bandiera) | D     | Francesca Greco |
|    | Italia (bandiera) | D     | Agnese D'Amico  |
|    | Italia (bandiera) | D     | Claudia Presta  |
|    | Italia (bandiera) | D     | Rita De Mari    |
|    | Cina (bandiera)   | D     | Niu Guannan     |
|    | Italia (bandiera) | D     | Luna Di Claudio |

| N° |                   | Ruolo | Giocatore           |
| -- | ----------------- | ----- | ------------------- |
|    | Italia (bandiera) | CV    | Carolina Nicolai    |
|    | Italia (bandiera) | CV    | Benedetta Garritano |
|    | Italia (bandiera) | CV    | Martina Gallo       |
|    | Italia (bandiera) | CV    | Silvia Motta        |
|    | Italia (bandiera) | A     | Roberta Motta       |
|    | Italia (bandiera) | A     | Anna Bonaparte      |
|    | Italia (bandiera) | A     | Francesca Pomeri    |
|    | Italia (bandiera) | CB    | Giusi Citino        |

| Allenatore: | Marco Capanna |

## Mercato
| Acquisti | Acquisti        | Acquisti     | Acquisti |
| R.       | Nome            | da           |          |
| -------- | --------------- | ------------ | -------- |
| P        | Eleni Sotireli  | Glyfádas     |          |
| A        | Luna Di Clauido | Pescara N&PN |          |
| A        | Niu Guannan     |              |          |

| Cessioni | Cessioni       | Cessioni     | Cessioni |
| R.       | Nome           | a            |          |
| -------- | -------------- | ------------ | -------- |
| P        | Divina Nigro   | Pescara N&PN |          |
| CV       | Alessia Marani | SIS Roma     |          |
| CB       | Miku Koide     | Pescara N&PN |          |